# Santiago Gallucci
Santiago Alejandro Gallucci Otero, noto semplicemente come Santiago Gallucci (Buenos Aires, 8 marzo 1991), è un calciatore argentino, centrocampista del Patronato.

## Caratteristiche tecniche
È un mediano.

## Carriera
È cresciuto nel settore giovanile del River Plate.
Il 7 dicembre 2013 ha esordito in Primera División disputando con il Godoy Cruz l'incontro perso 2-0 contro il Racing Club.